# Marie Houdré
Marie Houdré, née le 11 juin 1883 à Orléans et morte le 10 août 1982 à La Neuville-Chant-d'Oisel, est une docteure en médecine et pionnière du rugby féminin française.

## Biographie

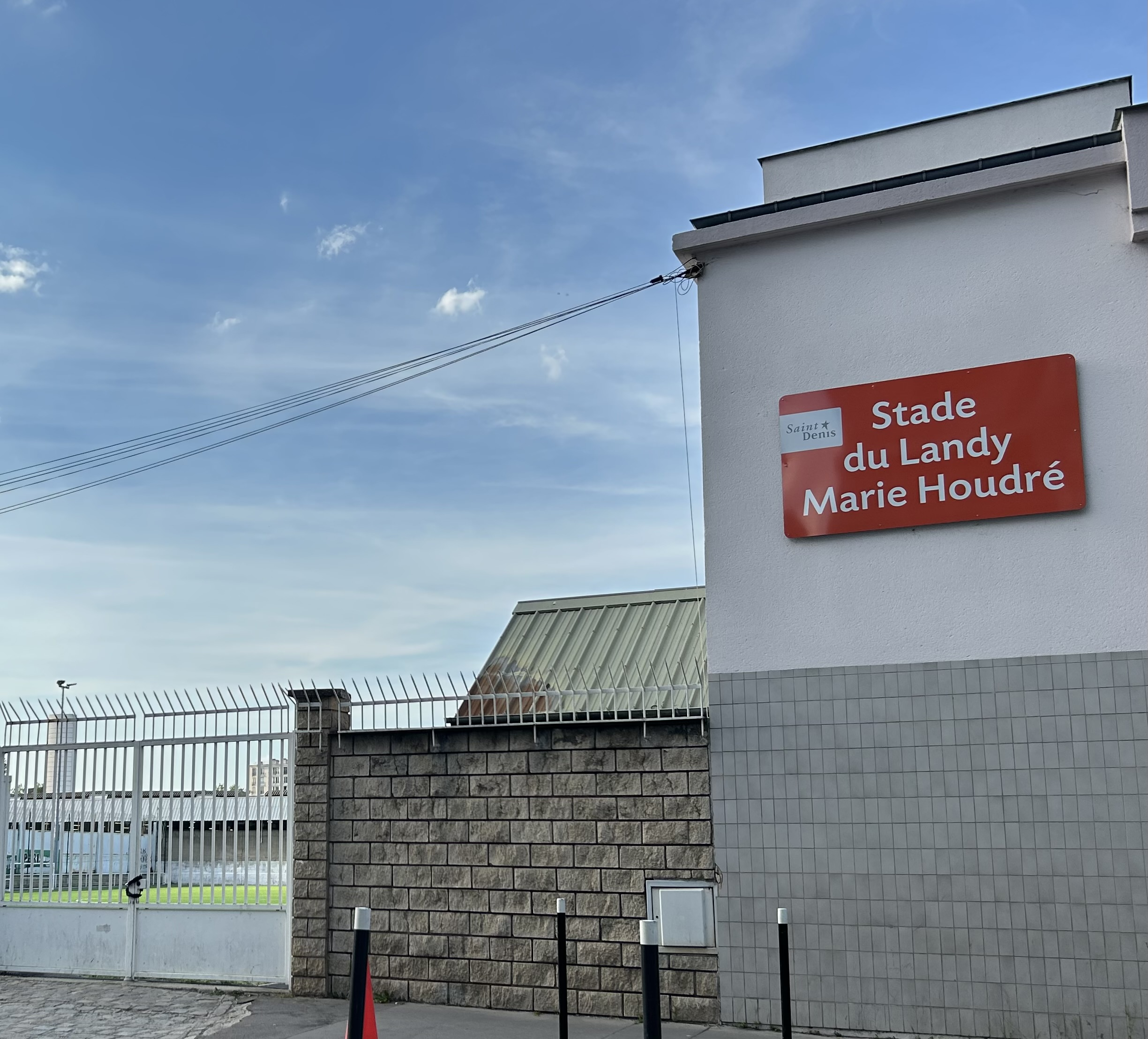
Stade du Landy - Marie Houdré à Saint-Denis.

Marie Charlotte Alexandrine Houdré est la fille de Jean Baptiste Houdré (1844-1902) et d'Eugénie Désirée Rosalie Hubert (1853-1920).
En 1895, elle entre à l’EPS d’Orléans. À la mort de son père, en 1902, elle quitte le lycée et devient institutrice dans une école maternelle, puis dans un collège de filles à Toul.
Elle épouse en 1906, à Paris, Marius Ernest Allart, étudiant en médecine, ils divorcent en 1912.
Après la Première Guerre mondiale, elle s'intéresse à la santé sportive de la femme. En 1920, membre active du Fémina Sport, elle adapte les règles du rugby et propose aux sportives la pratique de la barette avec le soutien de l'international André Theuriet. Ce rugby féminin disparaitra au début des années 1930.
Elle est médecin chef au sanatorium antituberluceux de Kerpape (Ploemeur) et sera médaillée de l'assistance publique.
En 1921, elle est Chef de laboratoire à la faculté de médecine.
En secondes noces, elle épouse en 1926 Marie Paul Abel Boursin, inspecteur de l'enseignement primaire, Félix Pécaut est un des témoins majeurs de leur union. Ils divorcent en 1931.

## Publication
- Ma doctoresse. Guide pratique d'hygiène et de médecine de la femme moderne.

## Distinctions
- Médaille d'honneur de bronze de l'Assistance publique[6].
- son nom est inscrit sur le Mur des Légendes de la Fédération française de rugby[7].

Le nom de Marie Houdré a été donné au stade de Mérignac (Gironde), ainsi qu'au Stade du Landy à Saint-Denis (Seine-Saint-Denis).